# Lutzomyia nadiae
Lutzomyia nadiae är en tvåvingeart som beskrevs av Feliciangeli M. D., Arredondo C., Ward R. D. 1992. Lutzomyia nadiae ingår i släktet Lutzomyia och familjen fjärilsmyggor.
Artens utbredningsområde är Venezuela. Inga underarter finns listade i Catalogue of Life.